# Molophilus flagellatus
Molophilus flagellatus là một loài ruồi trong họ Limoniidae. Chúng phân bố ở miền Cổ bắc.